# Vida József (bankár)
Vida József (Budapest, 1973. október 7. –) magyar bankár, közgazdász. 2023-ban 15 milliárd forintra becsült vagyonával a 98. volt a magyar milliárdosok listáján.

## Tanulmányai
Középiskolai tanulmányait követően több felsőoktatási intézményben – a Budapesti Gazdasági Főiskolán, a Pécsi Tudományegyetemen, a Szent István Egyetemen és a francia Université Paris-Nanterre egyetemen – szerzett diplomát[forrás?].

## Bankszakmai pályája
Első diplomája megszerzése után a Sodexo Magyarországnál kezdett dolgozni, ahonnan a bankszektorba igazolt át. Elsőként, 1999-ben a Citibank Zrt.-nél helyezkedett el, majd 2001-ben a Magyar Takarékszövetkezeti Bank Zrt. (akkori rövid nevén Takarékbank) főosztályvezetője lett, 2003-ban pedig a Szentgál és Vidéke Takarékszövetkezet Aktív üzletág igazgatója, ahol 2006-tól ügyvezetőként, később elnök-ügyvezetőként dolgozott.
Jelentős szerepet vállal a hazai takarékszövetkezeti szektor megújításában. 2007-től 2014-ig az Országos Takarékszövetkezeti Szövetség (OTSZ) elnökségének tagjaként két cikluson keresztül képviselte régióját a takarékszövetkezetek érdekképviseleti szervezetében. Alapító tagja és ugyancsak két cikluson keresztül elnöke volt a Takarék Akadémia felügyelőbizottságának, valamint igazgatósági és felügyelőbizottsági tagként az informatikában meghatározó integrációs társaságok – a Tak-Invest Kft. és a Takinfo Archiválva 2019. május 30-i dátummal a Wayback Machine-ben Kft. – munkáját is támogatta. 2013-tól az integráció központi bankja, a Takarékbank (jelenlegi nevén MTB Magyar Takarékszövetkezeti Bank Zrt.) igazgatósági tagja volt, több leányvállalatnál látott el igazgatósági és felügyelőbizottsági feladatokat. 2014-től a Magyar Takarék Befektetési és Vagyongazdálkodási Zrt. vezérigazgatója, valamint igazgatósági tagja.
Vezetése mellett valósult meg a takarékszövetkezeti szektor történetének addigi egyik legnagyobb fúziója, amely során 2015. szeptember 1-jén tíz takarékszövetkezet egyesülésével létrejött a B3 Takarék Szövetkezet Archiválva 2017. július 5-i dátummal a Wayback Machine-ben, az ország akkori legnagyobb takarékja, amelynek Vida József az elnök-ügyvezetői posztját töltötte be, emellett tulajdonos is volt a társaságban. 2019. április 30-án a B3 Takarék Szövetkezet beolvadt a Takarék Csoport új, univerzális kereskedelmi bankjába, a Takarékbank Zrt.-be.
A takarékszövetkezeti integráció fejlesztése érdekében végzett kiemelkedő tevékenységéért 2014-ben Károlyi Sándor-emlékplakettel tüntették ki. 2016 júliusában a Takarék Csoport központi irányító szervezetének feladatait ellátó Szövetkezeti Hitelintézetek Integrációs Szervezete (SZHISZ) elnökévé választották. 2016 novemberében az integráció szakosított hitelintézetének, az FHB Jelzálogbank Nyrt.-nek (2018 óta Takarék Jelzálogbank Nyrt.) az elnöke lett.
Miután az 1629/2016. (XI.17.) számú Kormányhatározat előírta, hogy szét kell választani az integráció központi szerveinek funkcióit és feladatköreit, a központi bank (akkori nevén Takarékbank, ma már MTB Magyar Takarékszövetkezeti Bank Zrt.) kizárólag az üzleti, míg az SZHISZ a szektor prudenciális irányításáért lett felelős. Az új rendszerben az SZHISZ addigi vezetői – köztük Vida József – elsősorban az integráció üzleti tevékenységét kívánták segíteni, ezért a központi bank tisztségviselőiként folytatták munkájukat. Vida Józsefet 2016 decemberében választották meg a Takarék Csoport központi bankja, a Magyar Takarékszövetkezeti Bank Zrt. (ma MTB Magyar Takarékszövetkezeti Bank Zrt.) elnök-vezérigazgatójának. Irányításával hajtott végre az új vezetés pénzügyi átvilágítást az FHB Csoportban, melyet követően az igazgatóság stabilizálta a bankcsoport helyzetét. Ugyanakkor ő vezényelte le azt a 2015-ben megkezdett folyamatot is, amelynek révén az akkori FHB Kereskedelmi Bank Zrt. és az FHB Jelzálogbank Nyrt. (2018-tól Takarék Kereskedelmi Bank Zrt. és Takarék Jelzálogbank Nyrt.) csatlakozott a szövetkezeti hitelintézeti integrációhoz. 2017-ben a Magyar Takarékszövetkezeti Bank Zrt. (ma MTB Magyar Takarékszövetkezeti Bank Zrt.) a szövetkezeti hitelintézeti integrációhoz tartozó huszonegy részvényesével összehangoltan vételi ajánlatot tett az akkori FHB Jelzálogbank Nyrt. (2018-tól Takarék Jelzálogbank Nyrt.) részvényeire.
Vida József irányította 2017-ben ötvenkét takarék fúziójával tizenkét regionális hitelintézet jött létre, amelyek 2019-ben, két lépésben, egyetlen országos, univerzális kereskedelmi bankban, a Takarékbank Zrt.-ben egyesültek. Vida József jelentős szerepet vállalt a takarékszövetkezeti szektor egységének a helyreállításában és abban, hogy a Takarékbank 2018. november 30-ai közgyűlésén elfogadták a takarékszövetkezeti integráció új, 2023-ig szóló üzleti stratégiáját. Az új üzleti stratégia a versenyképesség, a működési hatékonyság jelentős javítását, a szektor üzleti és szervezeti korszerűsítését, a takarékszövetkezeti tradíciók megújítását, valamint egy új, egységes, országos univerzális kereskedelmi bank létrehozását tűzte ki célul. 
Ő irányította a tizenkét regionális szövetkezeti hitelintézet, három regionális bank és a Takarék Kereskedelmi Bank integrációját: 2019-ben, két lépésben, egyetlen országos, univerzális kereskedelmi bankban, a Takarékbank Zrt.-ben egyesültek, amely az ország ötödik legnagyobb pénzintézetévé vált. Vida József lett az egyesült Takarékbank első elnök-vezérigazgatója, és a módosult feladatokat ellátó központi bank, az MTB Zrt. elnök-vezérigazgatója lett. 2019. július 1-jén megválasztották a Bankszövetség elnökségi tagjának.
Vida József 2021. december 1-jével a Takarék Jelzálogbank Nyrt. elnöki pozícióját tartotta meg a Takarék Csoportban.
Irányításával kezdték meg 2020-ban a Magyar Bankholding Zrt. keretein belül a Budapest Bank, az MKB Bank és a Takarékbank egyesítésének kidolgozását, valamint fogadták el a három bank fúziójának stratégiáját és menetrendjét 2021-ben.

## Más üzleti szerepvállalásai
2014-től szerepel a Magyar Nemzeti Bank (MNB) szanálási névjegyzékében. Meglévő pozíciói mellett Vida József 2015-től az Ariadné Válságkezelő Kft. felszámolási és reorganizációs tanácsadója, 2016 szeptemberétől az Országos Betétbiztosítási Alap igazgatótanácsának a tagja, 2016 decemberétől a STATUS Capital Kockázati Tőkealap-kezelő Zrt. felügyelőbizottságának a tagja. A Budapesti Értéktőzsdén szereplő Opus Global Nyrt. közgyűlése 2018. június 19-én pedig 2022. május 2-áig az igazgatóság tagjává választotta, majd 2022-ben az igazgatóság elnöke lett.
A TV2 2019. május 29-ei közleménye szerint a Vida József érdekeltségébe tartozó Abraham Goldmann Bizalmi Vagyonkezelő Zrt. megvásárolja a TV2 médiaportfolióját. Vida József a tranzakciót nem szakmai, hanem kifejezetten pénzügyi befektetésnek tartja.
2021 júniusában a Testnevelési Egyetemet fenntartó Testnevelési Egyetemért Alapítvány kuratóriumának alelnöke, 2021 júliusában a Mezőhegyesi Ménesbirtokot kezelő Jövő Nemzedék Földje Alapítvány felügyelőbizottsági elnöke lett. 2022 júliusától az MKIF Infrastruktúra Üzemeltető Zrt. és az MKIF Magyar Koncessziós Infrastruktúra Fejlesztő Zrt. Igazgatóságának tagja.
Vida József a 15. legbefolyásosabb hazai üzleti döntéshozó a Manager Magazin 2018 júniusában felállított TOP 101-es listáján.

## Produceri munkája
Fontosnak tartja megőrizni és népszerűsíteni Magyarország óriási szellemi-kulturális hagyatékát, ezért több film készítésében is szerepet vállalt.
Társproducere a Széchenyi Zsigmond szóló természetfilmes dokumentumfilmnek. A magyar vadászati kultúra kimagasló alakjáról, az utazó, vadász-íróról szóló film mecénása a Takarékbank. A Vadonvilág – Gróf Széchenyi Zsigmond nyomában című film az utolsó Afrika-szafariján keresztül mutatja be Széchenyit és veti össze az akkori Afrika természeti, társadalmi viszonyait a jelennel. A dokumentumfilm 2019. szeptember 20-án mutatkozott be a CineFest Miskolci Nemzetközi Filmfesztiválon. „A film forgatásába az értékmegőrzés szándékával vágtunk bele. Egy természetfilmbe ágyazott, Széchenyi életét bemutató, utazásokkal teli, eredeti dokumentumokkal alátámasztott, izgalmas, hiteles filmet hoztunk létre” – nyilatkozta az alkotásról Vida József.
Több, 2021-ben készült filmet is jegyez producerként. A Kittenberger – Az utolsó vadászat egy játékfilmes elemekkel tűzdelt dokumentumfilm, amely a legendás természettudós-vadász-író pályáját mutatja be. A bereki ember című dokumentumfilm pedig Kittenberger barátja, Fekete István útját és életének sorsfordító pillanatait dolgozza fel kordokumentumok, interjúk és irodalmi anyagok alapján, a Fekete család támogatásával és széles körű szakmai összefogással. Az elfeledett Széchényi-örökség: a legnagyobb magyar lovas nyomában című film pedig a magyar suttogónak, sportlovasnak, a lovasoktatás megújítójának, gróf Széchényi Dénesnek állít emléket.
2021-ben szerepet vállalt  - Kossuth-díjas művészek, a Széchenyi-család, a Batthyány-család és sokan mások mellett - Szőke András, Balázs Béla-díjas filmrendező A delelő obsitos és a fekete bárány című, egész estés játékfilmjében.

## Egyéb tevékenységek
A takarékszövetkezeti munka mellett Bicskén gazdálkodóként él, illetve több társadalmi szervezetben is vezető tisztséget tölt be. A Magyarországi Ebtenyésztők Országos Egyesületeinek Szövetsége (MEOESZ) felügyelőbizottságának elnöke 2000 óta, és ugyancsak elnöki teendőket lát el a Leonbergi Ebtenyésztők Országos Egyesületének, valamint a Magyarországi Hovawart Ebtenyésztők Országos Egyesületének az élén. Mindkét egyesületnek az alapító tagja. Kutyatenyésztésben elért eredményei: Világgyőztes, Veterán Világgyőztes, Fiatal Európagyőztes, Fiatal VDH Champion, Német Leonbergi Speciálkiállítás Győztes és Fajtagyőztes kutyák, számos Interchampion kutya. Kutyái a város szülőhazájában, Speciálkiállításon Győztes Tenyészcsoport címet nyertek el. Kiemelt fontosságú a leonbergi tenyésztésben Huszár v. Sissy-Haus nevű, dortmundi Világgyőztes kutyája, amely genetikailag is bizonyított és meghatározó lett a fajtában. 
A Leonberg városában felállított életnagyságú bronz kutyaszobor létrehozásához egyik kutyája volt a modell. 1999-ben szeretett kutyáival reklámfilmben ismerhette meg az ország. 2008 októberében a MEOESZ érdekében kifejtett kiemelkedő tevékenysége elismeréséül a 2008. évi Európa Kutyakiállítás alkalmával, MEOESZ aranyjelvénnyel tüntették ki. Sikeresen menedzselte a Hovawart és a Leonbergi Fajtaklubok együttműködését mind a Nemzeti Élelmiszerlánc-biztonsági Hivatallal (NÉBIH), mind a MEOESZ-szel, biztosítva a fajta igényes tenyésztőinek összefogását, a fajta érdekeinek képviseletét és a tevőleges szakmai munkát minden körülmények között.
A kutyák mellett más állatok, mindenekelőtt lovak tenyésztésével is foglalkozik, 2006 óta egyik szenvedélye a fogathajtás. 2019 óta négyesfogathajtó versenyző. A 2021-es budapesti négyesfogathajtó Európa-bajnokságon a 35. helyen végzett. Szintén 2021-ben jelent meg könyve A magyar négyes fogat címmel magyarul és angolul, amelyben az egyik legsikeresebb magyar sportág, a négyesfogathajtás történelmét és jelenét írta meg. Lovak mentésével is foglalkozik.
A Gundel Károly Vendéglátóipari Szakközépiskolában tanult, gyakorlati idejét a Gellért Szállóban végezte[forrás?]. Sorkatonai szolgálatát Székesfehérváron töltötte főszakácsként[forrás?]. Leszerelés után egy ideig bemutató szakácsként dolgozott.
Tudását és tapasztalatait másokkal is megosztja, több szakács- és receptkönyvet írt. Segal Viktorral közösen adták ki 2019-ben a magyarországi rengetegekben készült a Sercegés és Erdőzúgást. Széchenyi Zsigmond nyomában járva fedezik fel a hazai természetet, a pompás vadászterületeket, az erdei ételeket és alapanyagokat. A szakácskönyv magyarul, angolul és németül is megjelent, 2021-ben már a második kiadása is. Rúzsa Magdival közösen három kötetben jelentették meg mézes szakácskönyvüket (Zümmögés a konyhában 1 – …és végy egy kanál mézet!, Zümmögés a konyhában 2 – …és végy még egy kanál mézet!, Zümmögés a konyhában 3. - ...és végy még több kanál mézet!). A fiatalokat megszólító, könnyed stílusban írta meg a kis szakácsok bibliáját, Főzni menő! címmel, valamint a gyermekeknek is készített mesés szakácskönyvet Szabó Zsófival közösen, Zümmögés a tányér körül címmel.
A Zümmögés a konyhában 1 – …és végy egy kanál mézet! kötete a 2022-es Apimondia Méhészeti Világkongresszuson ezüstérmet kapott.
Méhészkedik. Ötletadója és alapítója a Tehetsz méh többet! program, amely a beporzók pusztulásának veszélyeire hívja fel a figyelmet, valamint támogatja a magyar méhészeti ágazatot, és népszerűsíti a méz fogyasztását.

## Kitüntetése
- A Magyar Érdemrend tisztikeresztje (2025)